# Pierce the Veil
Pierce the Veil – post-hardcore’owa grupa muzyczna z San Diego w Kalifornii.

## Życiorys

### Wczesne lata jako Early Times i Before Today (1998–2006)
Pierce the Veil pojawił się na południowo-kalifornijskiej scenie punk rockowej za sprawą braci Mike’a i Vica Fuentesów. Bracia założyli swój pierwszy zespół jesienią 1998 pod nazwą Early Times. Ich pierwsza płyta nosiła tytuł „No Turning Back”, i szybko została rozprowadzona na lokalnej scenie, dając im szansę do pierwszych koncertów i skompletowania stałego składu. Wkrótce wydali Epkę, bez tytułu zawierająca, 4 utwory. Po względnym sukcesie tego wydania, zespół nagrał EP „Roots Beneath Ideals” i nadal budował swoją pozycję na scenie muzycznej. Ten krążek ostatecznie trafił w ręce właściciela wytwórni Equal Vision Records (Steve Reddy), który podpisał z nimi kontrakt wkrótce po zobaczeniu ich koncertu w rodzinnym mieście, San Diego. Uzbrojeni w swój pierwszy kontrakt, świeżo po liceum, wydali swój pierwszy album A Celebration of an Ending, pod nową nazwą Before Today – nazwę wzięli od tytułu jednego z utworów z albumu „No Turning Back”. Zmiana nazwy była wynikiem konfliktu praw autorskich do nazwy „Early Times”. Album zawierał nagrane ponownie 3 piosenki z Roots Beneath Ideals i został nagrany w studiu DoubleTime w El Cajon, w Kalifornii z producentem Jeffem Forrestem.

### A Flair for the Dramatic(2006–2009)
Jesienią 2006 r., po roku ciężkiego koncertowania doszło do rozłamu w grupie, z oryginalnego składu pozostali Mike i Vic Fuentes, wspierani tymczasowo przez Joego Tancila (gitara) i Mitchelal Ballatore’a (bas). Bracia nadal we dwójkę pisali piosenki i ostatecznie znaleźli dość materiału na nowy album. Ciągle pod skrzydłami wytwórni Equal Vision Records, bracia w całości sami napisali i nagrali nowy album w Seattle, z producentem Caseyem Batesem Album zatytułowany A Flair for the Dramatic został wydany w dniu 26 czerwca 2007 r. pod nową nazwą: Pierce the Veil, która wywodzi się z piosenki, z albumu A Celebration of an Ending. Wkrótce potem, Pierce the Veil pozyskał nowych członków Tony’ego Perry (gitara) i Jaime’iego Preciado (bas). Utwór „I’d Rather Die Than Be Famous” z tego albumu został wykorzystany w grze Tony Hawks Proving Ground.
Pierce the Veil występował energicznie przez około 3 miesiące po premierze A Flair for the Dramatic. Koncertowali z takimi zespołami jak A Day to Remember, Chiodos, From First to Last, Emery, The Devil Wears Prada i Mayday Parade. W listopadzie 2007 roku, Pierce the Veil wykonali jeden koncert w ramach Vans Warped Tour 2007, a w 2008 odbyli całą trasę Warped Tour. Zespół grał też Bamboozle Left w 2008 roku. Swoją pierwszą trasę koncertową, w roli headlinera, nazwaną Delicious Tour, odbyli się w październiku i listopadzie 2008 r., wraz z Breathe Carolina, Four Letter Lie i Emarosa. W 2009 wzięli udział w Taste of Chaos 2009 tour wraz z Bring Me the Horizon, Thursday, Four Year Strong i Cancer Bats.
Vic i Mike Fuentes wzięli w tym czasie udział w nowym projekcie, którym była supergrupa Isles & Glaciers, wspomagana przez wokalistów Craiga Owensa (ex-Chiodos) i Jonny’ego Craiga z Emarosa. Isles & Glaciers wydała swoją pierwszą EPkę Hearts of Lonely People 9 marca 2010 roku, jednak pomimo zapowiedzi, był to tylko projekt jednorazowy.

### Selfish Machines (2009–2012)
W sierpniu 2009 roku Pierce the Veil ogłosił, iż wchodzi do studia nagrań, by przygotować materiał na kolejny album. Po kilku miesiącach, zespół wybrał się do Los Angeles, aby nagrać album Selfish Machines z producentem Mikiem Greenem. Selfish Machines została wydania w dniu 21 czerwca 2010 r. przez Equal Vision Records i dotarła do # 1 na liście Billboard Heatseekers Chart. Dla wsparcia dystrybucji, zespół zagrał na wielu festiwalach, w tym „Bamboozle Left”, „South by Southwest”, „Never Say Never” i „Vans Warped Tour”. Zespół nagrał również cover Blue Öyster Cult, utwór „(Don’t Fear) The Reaper” na kompilację Punk Goes Classic Rock, wydaną 27 kwietnia 2010 roku. Pierce the Veil wziął udział w „Take Action Tour” z Attack Attack! po Nowej Zelandii i Australii, a także zagrał w ramach Versus Tour w Japonii, wraz z Confide. Obecnie są w trasie z Emmure, In Fear and Faith, Of Mice & Men i Attack Attack! na „This Is Family Tour”, która potrwa do końca grudnia 2010 roku. Pierce the Veil wystąpiło także w Fox Theater w Pomonie w ramach Alternative Press Tour 2010 z takimi zespołami jak August Burns Red, Bring Me the Horizon, Polar Bear Club, Emarosa i This Is Hell.

## Członkowie
- Vic Fuentes – główny wokal, gitara rytmiczna, keyboard, pianino, syntezator (od 2006)
- Tony Perry – gitara prowadząca (od 2006)
- Jaime Preciado – gitara basowa, programowanie, dodatkowe wokale (od 2006)

## Byli członkowie
- Mike Fuentes – perkusja, dodatkowe wokale (2006–2017)

## Dyskografia
Albumy studyjne
| A Flair for the Dramatic    | - Data: 26 czerwca 2007 - Wydawca: Equal Vision   | –   | –  | –  | –  |                  |
| Selfish Machines            | - Data: 21 czerwca 2010 - Wydawca: Equal Vision   | 106 | –  | –  | –  |                  |
| Collide With The Sky        | - Data: 17 lipca 2012 - Wydawca: Fearless Records | 12  | –  | –  | –  | - USA: 200 tys.+ |
| Misadventures               | - Data: 13 maja 2016 - Wydawca: Fearless Records  | 4   | 17 | 12 | 22 |                  |
| „–” album nie był notowany. |                                                   |     |    |    |    |                  |

Albumy wideo
| Tytuł               | Dane dot. albumu                                      |
| ------------------- | ----------------------------------------------------- |
| This Is a Wasteland | - Data: 11 listopada 2013 - Wydawca: Fearless Records |

## Nagrody i wyróżnienia
| Rok  | Kategoria           | Tytułem                               | Nagroda                            | Nota | Źródło |
| ---- | ------------------- | ------------------------------------- | ---------------------------------- | ---- | ------ |
| 2013 | Best Video          | „King For A Day (feat. Kellin Quinn)” | Kerrang! Awards                    | Laur | [ 7 ]  |
| 2014 | Best Film & Video   | „This is a Wasteland”                 | Revolver Golden Gods Awards        | Laur | [ 8 ]  |
| 2015 | Best Fanbase        | Pierce the Veil                       | Kerrang! Awards                    | Laur | [ 9 ]  |
| 2016 | Most Dedicated Fans | Pierce the Veil                       | The Epiphone Revolver Music Awards | Laur | [ 10 ] |